# Night of the Stormrider
Night of the Stormrider es el segundo álbum de estudio de la banda norteamericana de heavy metal, Iced Earth. Se trata de un álbum conceptual de un hombre que es traicionado por la religión y se aparta de ella con ira. Las fuerzas oscuras de la naturaleza al llegar a este hombre enfurecido, lo usan como su nave para traer muerte y destrucción a la Tierra. Se le manda a viajar a un desierto, donde se le da visiones que revelan la verdad de la humanidad, y deforman su mente para convertirlo en el "Stormrider". Después de la destrucción del mundo, que es después de esto, condenado para siempre en las profundidades del infierno, también se hace referencia como el Río Styx. Después de haber sido condenados para siempre y ridiculizado por los malos espíritus, que finalmente ve lo que ha hecho, y se da cuenta de que es demasiado tarde para arrepentirse.
Night of the Stormrider es el único álbum con el cantante John Greely (que fue despedido más tarde) y el baterista Rick Secchiari. 

## Canciones
| Night of the Stormrider |                                                         |              |                           |          |  |
| N.º                     | Título                                                  | Letras       | Música                    | Duración |  |
| 1.                      | «Angels Holocaust»                                      | Jon Schaffer | Schaffer                  | 4:53     |  |
| 2.                      | «Stormrider»                                            | Schaffer     | Randall Shawver, Schaffer | 4:47     |  |
| 3.                      | «The Path I Choose»                                     | Schaffer     | Shawver, Schaffer         | 5:54     |  |
| 4.                      | «Before the Vision»                                     | Schaffer     | Shawver, Dave Abell       | 1:35     |  |
| 5.                      | «Mystical End»                                          | Schaffer     | Schaffer                  | 4:44     |  |
| 6.                      | «Desert Rain»                                           | Schaffer     | Schaffer, Abell           | 6:56     |  |
| 7.                      | «Pure Evil»                                             | Schaffer     | Shawver, Schaffer         | 6:33     |  |
| 8.                      | «Reaching the End»                                      | Schaffer     | Schaffer                  | 1:11     |  |
| 9.                      | «Travel in Stygian»                                     | Schaffer     | Schaffer                  | 9:32     |  |
| 10.                     | «Stormrider» (En vivo, Bonus track re-enlazado en 2008) | Schaffer     | Shawver, Schaffer         | 4:48     |  |
| 50:54                   |                                                         |              |                           |          |  |

## Créditos
- Jon Schaffer – Guitarra rítmica, coros, productor, canto en "Stormrider".
- John Greely – Canto
- Randall Shawver – Guitarra solista, solos
- Dave Abell – Bajo eléctrico
- Rick Secchiari – Batería

Créditos adicionales
- Roger "The Hammer" Huff – Teclados

Producción
- Axel Hermann – Cubierta
- Kent Smith – Introducción
- Tom Morris – Productor
- Frank Albrecht – Fotografía
- Dirk Rudolph – Diseño
- Rick Borstelman – Cubierta trasera[1][5]